# "A Whole Lott More"
A Whole Lott More es un largometraje documental que sigue a TJ, Wanda y Kevin, personas con diferentes discapacidades y actitudes hacia el trabajo. La película sigue a industrias "Lott", que emplea a 1,200 trabajadores con discapacidades. La compañía ha competido exitosamente por contratos en industria automotriz durante décadas, pero con el colapso de la industria automotriz el la aledaña, Detroit, "Lott" ahora ha luchado por mantener sus puertas abiertas.
El director Victor Buhler se le ocurrió la idea del ducumental A Whole Lott More cuando sufrió un accidente vehicular casi fatal que lo dejó sin el uso de sus piernas por 15 meses.  Empezó a investigar cómo era la vida entre las personas con discapacidades físicas y de desarrollo y encontró la historia de las Industrias "Lott". 
La película estrenó en el Festival Internacional de Documentales Canadienses "Hot Docs" en el 2013. 